# Yanto Barker
Yanto Alexander Critchlow-Barker (Carmarthen, 6 januari 1980) is een Welsh wielrenner die anno 2016 rijdt voor ONE Pro Cycling.

## Overwinningen
1998
 Brits kampioen op de weg, Junioren
2003
1e etappe Circuit des Mines

## Ploegen
- 2003 –  MBK-Oktos-Saint-Quentin (stagiair vanaf 1-9)
- 2005 –  Driving Force Logistics
- 2006 –  DFL-Cyclingnews-Litespeed
- 2012 –  UK Youth Cycling
- 2013 –  Team UK Youth
- 2014 –  Team Raleigh-GAC
- 2015 –  ONE Pro Cycling
- 2016 –  ONE Pro Cycling

## Trivia
Barker was de body double van acteur Ben Foster bij zijn vertolking van Lance Armstrong in de film The Program.
Bäckstedt · Barker · Gustavsson · Johansson · Lewis · Lowsley-Williams · Mansell · McGowan · Opie · Stevenson · Stewart · Tanguy
Barker · Białobłocki · Gustavsson · Horton · Hunt · Lowsley-Williams · Mansell · Mould · Opie · Partridge · Tanguy · Wilkinson
Atkins · Barker · Blain · Boulo · Christian · Kneisky · Oliphant · Perett · Stones · Wilkinson
Atkins · Barker · Baylis · Bellis · Białobłocki · Gardias · Harper · Hester · Hunt · Mould · Opie · P.Williams · S.Williams
Barker · Baylis · Białobłocki · Domagalski · Ebsen · Goss · Handley · Harper · House · Hunt · Lander · McCormick · Mortensen · O'Shea · Opie · Oram · Smith · Von Hoff · P.Williams · S.Williams